# 溜池良夫
溜池 良夫（ためいけ よしお、1921年8月30日 - 2014年10月16日）は、日本の法学者。専門は国際私法。学位は、法学博士（京都大学・論文博士・1987年）（学位論文「国際婚姻法の基礎的研究」）。京都大学名誉教授。

## 来歴
滋賀県大津市出身。1942年、第三高等学校 (旧制)卒業。1946年、京都帝国大学法学部卒業。1946年、京都帝国大学法学部助手（指導教授：齋藤武夫）。1952年、京都大学法学部助教授。1961年、京都大学法学部教授。1966年、京都大学評議員。1987年、法学博士（京都大学）（学位論文「国際婚姻法の基礎的研究」）。1985年、京都大学停年退官、同名誉教授。1985年龍谷大学法学部教授を歴任。1994年、龍谷大学定年退職。司法試験考査委員（1966年-1981年）、国際私法学会理事長（1978年-1983年）を務めた。2014年10月16日、死去。享年93。

## 主な著書
- 『国際私法講義』〈第3版〉、有斐閣、1993年・初版/2005年6月。ISBN 4-641-04631-X
- 『事実婚の比較法的研究』共編、有斐閣、1986年。
- 『国際家族法研究』有斐閣、1985年3月。ISBN 4-641-04569-0